# François Ganivet Desgraviers-Berthelot
Pour les articles homonymes, voir Desgraviers et Berthelot.
François-Ganivet Desgraviers-Berthelot, né le 4 février 1768 à Montboyer et mort le 26 juillet 1812 des suites de ses blessures reçues à la bataille de Salamanque, est un général de brigade du Premier Empire.

## Biographie

### Carrière sous la Révolution française

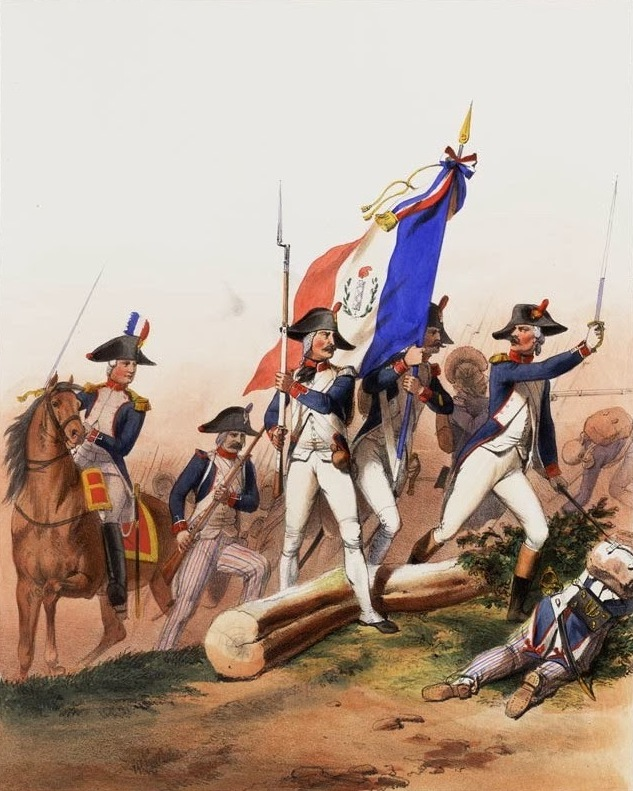
L'infanterie de ligne française en 1793, par Alfred de Marbot. Desgraviers-Berthelot fait toutes les campagnes de la Révolution au sein de la, devenue 1er de ligne en 1799.

Desgraviers se destine à la carrière du barreau lorsque la Révolution de 1789 vient subitement changer sa vocation. Il entre au service le 21 septembre 1792 comme chef de bataillon dans le 17e bataillon de volontaires des réserves, amalgamé avec le 1er bataillon du 71e régiment (ci-devant Vivarais) pour former la 131e demi-brigade de première formation, qui deviendra la 1re demi-brigade de deuxième formation puis le 1er régiment de ligne. Il fait les campagnes de l'armée du Nord de 1792, 1793, des ans II et III. À l'affaire de Wervik le 13 septembre 1793, il charge à la tête de son bataillon, sur 4 pièces d'artillerie qui font beaucoup de ravage dans les rangs de la division Dumesnil, et parvient à les chasser de leur position. Pendant cette action, il a un cheval tué sous lui.
Après avoir fait avec distinction les guerres des ans IV, V et VI à l'armée gallo-batave, il passe avec son corps à celle du Rhin. À l'affaire de Liptingen le 4 germinal an VII, 5 compagnies de son régiment, devenu 1er de ligne, se sont enfoncées dans un bois à la poursuite de l'ennemi et allaient infailliblement être prises, lorsque Desgraviers, dont le cheval vient d'être blessé, traverse la ligne des tirailleurs autrichiens et dégage ses soldats malgré les forces imposantes qui l'entourent et un feu meurtrier d'artillerie et de mousqueterie.
Il est nommé chef de brigade le 12 messidor an VII. Pendant la campagne de l'an VIII à l'armée d'Helvétie, il poursuit vigoureusement dans plusieurs rencontres les insurgés suisses, les force d'abandonner les positions inexpugnables qu'ils occupent, contribue puissamment au succès de cette guerre et au rétablissement des communications qui ont été interrompues entre la Suisse et l'Italie. Au mois de prairial an VIII, il commande une expédition chargée de chasser les troupes qui se sont réfugiées dans la vallée du Rhin, et les débusque de toutes leurs positions avec perte de 60 hommes tués ou blessés.

### Au service de Napoléon
Passé à l'armée d'Italie en l'an IX, il y sert jusqu'en 1806. Le Premier consul le fait membre de la Légion d'honneur le 19 frimaire an XII, et officier de cet ordre le 25 prairial suivant. Le colonel Desgraviers, qui a été mis à la retraite le 17 mai 1807, reprend de l'activité le 14 août 1809, et reçoit le commandement du 4e régiment d'infanterie légère. Il fait avec ce corps plusieurs garnisons en Italie. 
Promu général de brigade le 22 juin 1811, il est employé à l'armée du nord de l'Espagne. Commandant de la 1re division de l'armée de Portugal au commencement de 1812, il est à la tête de celle-ci, mortellement blessé à la bataille de Salamanque le 22 juillet, il termine sa glorieuse carrière le 26 du même mois, n'ayant encore que quarante-quatre ans.

## Décorations
Officier de la Légion d'honneur le 14 juin 1804, il est créé baron de l'Empire le 1er janvier 1813 à titre posthume.

## Remarque
Il porte le surnom Berthelot à cause du hameau où il est né, près de Montboyer, en Charente. D'autres personnes de la famille sont nées ou décédées à Bois Neuf, ou à l'Anglade, deux autres hameaux.[réf. nécessaire]